# Trichordestra meodana
Trichordestra meodana är en fjärilsart som beskrevs av Smith 1910. Trichordestra meodana ingår i släktet Trichordestra och familjen nattflyn. Inga underarter finns listade i Catalogue of Life.